# 直子の代筆
直子の代筆（なおこのだいひつ）は株式会社テグレット技術開発が開発、販売、サービスを提供している自動文書作成機能。MS-DOS版は1987年（昭和62年）にリリースされ、MSX版はHAL研究所が制作し、翌年の1988年（昭和63年）に発売された。現在でもWindows版や無料ネット版がある。

## 特徴
- 質問に答えることで手紙やスピーチ原稿が自動生成される
- 生成される文章は質問の答えにより変わる
- 性別や作成時期により文体も変化する
- Windows版ではテンプレートをカスタマイズ可能

## 現在のバージョン
- Windows版（一部ソースネクストより販売）
- インターネット版（無料、Internet Explorer用ツールバーTibeeに付属）